# Llista dels senyors, comtes i marqueses de Dénia

## Senyors
| Nom      | Casat amb | Infants                                                                                     | Longevitat             | Titulari  | Notes                                                              |
| -------- | --- | ------------------------------------------------------------------------------------------- | ---------------------- | --------- | ------------------------------------------------------------------ |
| Ponç I   | Marquesa de Cabrera (ca. 1265-1328)                                                                                               | Hug (?-1309), Ponç VI d'Empúries (ca. 1290-1322), Blancaflor (?-1313)                       | ca. 1264-1313          | 1298-1300 | comte d'Empúries i vescomte de Bas. trobador, militar, compositor. |
| Blanca I | (25 oct 1295) Jaume el Just (10 ago 1267-2 nov 1327)                                                                              | Alfons, Blanca, Constança, Jaume, Joan, Violant, Elisabet, Pere, Maria, Ramon Berenguer     | 1283-13 oct 1310       | 1300-1310 | Muller del rei Jaume.                                              |
| Jaume I  | (i 1 des 1291-1294) Isabel de Castella i de Molina (1283-24 jul 1328), (ii 25 oct 1295) Blanca de Nàpols (10 ago 1267-2 nov 1327) | ii: Alfons, Blanca, Constança, Jaume, Joan, Violant, Elisabet, Pere, Maria, Ramon Berenguer | 10 ago 1267-2 nov 1327 | 1310-1323 | Rei d'Aragó                                                        |

## Comtes
El 1356, Dénia es eregit en comtat.

### Casa d'Aragó (llinatge de Ribagorça)
| Nom       | Casat amb                                          | Infants                                                                      | Longevitat           | Titulari         | Notes                                                                                           |
| --------- | -------------------------------------------------- | ---------------------------------------------------------------------------- | -------------------- | ---------------- | ----------------------------------------------------------------------------------------------- |
| Pere I    | Joana de Foix                                      | Alfons, Elionor d'Aragó (1333-1416), Jaume de Prades                         | 1305 - 1381          | 1323-1359        | Darrer senyor i primer comte de Dénia (1356). Cedit Gandia, Villena i Dénia al seu fill Alfons. |
| Alfons I  | Violant d'Arenós i Cornel (1355)                   | Joan, Jaume, Alfons V de Ribagorça, Pere (1362-1385), Joana, Elionor/Violant | 1332 - 1412          | 1359 - 1412      |                                                                                                 |
| Alfons II | (i 1393) Maria de Navarra, (ii 1420) Aldonça March | sense descendència                                                           | ca. 1358 - 1424/1425 | 1412 - 1424/1425 |                                                                                                 |

### Corona d'Aragó
| Nom        | Casat amb                                                                              | Infants                                                                           | Longevitat              | Titulari      | Notes |
| ---------- | -------------------------------------------------------------------------------------- | --------------------------------------------------------------------------------- | ----------------------- | ------------- | ----- |
| Alfons III | (i 12 jun 1415) Maria de Castella (14 nov 1401-7 set 1458), (ii ?-?) Geraldina Carlino | i: sense descendència ii: Ferran I de Nàpols (1423-1494), Maria (?-1449), Elionor | 24 feb 1396-27 jun 1458 | 1424/5 - 1431 |       |

### Casa de Sandoval
| Nom      | Casat amb              | Infants       | Longevitat | Titulari           | Notes |
| -------- | ---------------------- | ------------- | ---------- | ------------------ | ----- |
| Dídac I  | Beatriu d'Avellaneda   | Ferran, Maria | ? - 1454/5 | 1431 - 1454 o 1455 |       |
| Ferran I | Joana Manrique de Lara | Dídac         | ? - 1484   | 1454/5 - 1484      |       |

## Marqueses

### Marqueses (1484-1804)
| Nom                       | Casat amb | Infants | Longevitat                | Titulari    | Notes |
| ------------------------- | --- | --- | ------------------------- | ----------- | --- |
| Dídac II                  | Caterina de Mendoza                                                                                                   | Bernat, Elvira | ?-1502                    | 1484 - 1502 | |
| Bernat I                  | Francesca Enríquez | Lluís, Dídac, Ferran, Magdalena | ?-1536                    | 1502-1536   | |
| Lluís I                   | Caterina de Zúñiga | Francesc, Francesca | ?-1570                    | 1536-1570   | |
| Francesc I                | (25 oct 1548) Isabel de Borja (1532-1558)                                                                             | Francesc Gomis, Caterina (1555-1628), Elionor (1558-1616) | ?-21 mar 1574             | 1570-1574   | 1er duc de Lerma |
| Francesc II               | (10 mai 1576) Caterina de la Cerda (1556-1603)                                                                        | Cristòfol (1577-1624), Joana, Francesca (1663), Dídac Gomis (1632) | 1553-18 mai 1623          | 1574-1623/5 | Duc de Lerma |
| Francesc III              | Feliua Enríquez | Mariana Isabel, Feliua (?-1671) | ?-13 nov 1635             | 1623/5-1635 | |
| Mariana Isabel I          | (12 oct 1630) Lluís Ramon Folc de Cardona (4 gen 1608-14 gen 1670)                                                    | Caterina Antònia, Francesca (1647-?), Ambrosi | ?-12 mar 1651             | 1635-1651   | Duquesa de Lerma |
| Ambrosi I                 | sense consort | sense descendència | 1650-29 dec 1659          | 1651-1659   | Duc de Lerma |
| Caterina Antònia I        | (1/2 maig 1653) Joan Francesc de la Cerda y Enríquez de Ribera (4 nov 1637-20 feb 1691)                               | Anna Maria (1654-1656), Mariana (1656-?), Feliua Maria (1657-1709), Lluís Francesc (1660-1711), Antònia Basilissa (1662-1679), Anna Caterina (1663/4-1698), Joana (1664-1724), Teresa Maria (1665-1685), Llorença Clara (1666-1697), Isabel Maria (1667-1708), Francesc de Paula (1675-1681), Maria Nicolaua (1680-?) | 21 mar 1635-16 feb 1697   | 1660-1697   | |
| Lluís Francesc I          | (1678) Maria de las Nieves Téllez-Girón y Sandoval (ca. 1660-7 jun 1732)                                              | Caterina (mort jove), Lluís (mort en guerra) | 2 ago 1660-26 gen 1711    | 1697-1711   | |
| Nicolau I                 | (30 sep 1703) Jerònima Spínola (20 feb 1687-1735)                                                                     | Lluís Antoni, Maria Feliua (1705-1748), Teresa Francesca (1713-1754/7), Felip Antoni (1708-1717), Joaquim (1715-1717), Nicolaua (1719-?), Joan de Mata (1723-1777), Vicent (1723-1779), Bonaventura (1724-1777) | 24 jun 1682-19 mar 1739   | 1711-1739   | Gran d'Espanya |
| Lluís Antoni I            | (19 nov 1722) Maria Teresa de Montcada (25 jul/12 ago 1707-14 mai 1756)                                               | Pere, Maria del Rosari (1732-1773), Anna Maria de l'O (1738-1782), Maria Dolors (?-1795) | 24 sep 1704-14 gen 1768   | 1739-1768   | Gran d'Espanya, cavaller de l'Orde del Toisó d'Or (1748) i també del Reial Orde de Sant Gener. Capità de la Reial Companyia d'Alabarders, i va heretar l'escrivania dels hijosdalgo de la Cancelleria de Valladolid. |
| Pere II                   | (i 2 abr 1747) Xaviera Gonzaga (19 abr 1731-1757), (i 12 oct 1761) Maria Peronella Pimentel (19 nov 1746-29 gen 1802) | i: Lluís Maria de la Soletat, Doménec Maria (1754-1757), Maria Peronella (1756-1760); ii: Maria Domenja (1763), Manuel Antoni (1764-1805), Vicenta 1768-?, Maria Simona (1768-1770), Maria Soletat (1768-?), Antoni Maria (1769-1845), Lluís Francesc (1771-1834)                                                     | 29 nov 1730 - 24 nov 1789 | 1768-1789   | Gran d'Espanya |
| Lluís Maria de la Soletat | (16 feb 1764) Joaquima de Benavides (25 mai 1746 - 29 gen 1825)                                                       | Lluís Joaquim | 17 abr 1749 - 12 nov 1806 | 1789-1806   | Gran d'Espanya, Comandant de l'Orde de Calatrava, Gran Conestable d'Aragó, Gran Senescal dels Reis de la Corona d'Aragó                                                                                              |

### Marqueses titulars (1804-)
... (de completar)